# De amazones van Pyongyang
De amazones van Pyongyang is een spionageroman van auteur Gérard de Villiers en het 91e deel uit de S.A.S.-reeks met als protagonist de Oostenrijkse prins en freelance CIA-agent Malko Linge.

## Het verhaal
Kim Jong Il, zoon van de Noord-Koreaanse president Kim Il-sung is een ware filmfanaat en laat populaire actrices ontvoeren naar Noord-Korea. Hoewel de meeste actrices van Aziatische komaf zijn, heeft hij ook de Zweedse Anita Kalmar ontvoerd.
Als een van de actrices weet te ontsnappen dan ontsteekt hij in een ongekende brute woedeaanval, waarbij de achtergebleven actrices het moeten ontgelden. Als een voortvluchtige actrice wordt gepakt dan zal zij dit met de dood bekopen.
Over enkele maanden worden in Zuid-Korea de Olympische Spelen in Seoel gehouden. Malko wordt door de CIA naar Zuid-Korea gestuurd om het verband tussen de ontvoering van de actrices en de opening van de Olympische Spelen te onderzoeken.
Malko ontdekt dat de ontvoerde actrices zijn gehersenspoeld en met een onderzeeboot op Zuid-Koreaans grondgebied aan wal worden gezet. Hij ontdekt ook een samenzwering onder leiding van de Noord-Koreaanse terrorist Obok Hui Kang.

## Personages
- Malko Linge, Oostenrijkse prins en CIA-agent;
- Kim Jong Il, zoon van de Noord-Koreaanse leider Kim Il-sung;
- Obok Hui Kang, Noord-Koreaans terrorist;
- Anita Kalmar.